# Antoine Camilleri
Antoine Camilleri (Sliema, 20 de agosto de 1965) é um diplomata e prelado maltês da Igreja Católica pertencente ao serviço diplomático da Santa Sé.

## Biografia
Ele frequentou a St. Joseph's School em Sliema e o St. Aloysius' College em Birkirkara, obtendo posteriormente um diploma de direito pela Universidade de Malta em 1988. Depois de entrar no seminário, em 5 de julho de 1991 recebeu a ordenação presbiteral do arcebispo Joseph Mercieca, na Cocatedral de São João em Valeta, sendo incardinado na arquidiocese de Malta.
Foi pároco adjunto na Igreja Nossa Senhora do Monte Carmelo de Gżira, entre 1991 e 1992, quando foi enviado para estudar direito canônico na Pontifícia Universidade Lateranense. Após obter o doutorado, em 1996 retornou a Malta e foi nomeado Defensor do Vínculo no Tribunal Eclesiástico Arquidiocesano (entre 1996 e 1997).
Após sua formação na Pontifícia Academia Eclesiástica, entrou no serviço diplomático da Santa Sé em 9 de janeiro de 1999, trabalhou nas Representações Pontifícias em Papua Nova Guiné, Uganda, Cuba e na Seção para as Relações com os Estados da Secretaria de Estado.
Ele é fluente, além do maltês nativo, em italiano, inglês, francês, português, espanhol, romeno e russo.
Em 22 de fevereiro de 2013, o Papa Bento XVI o nomeou subsecretário para as Relações com os Estados da Secretaria de Estado da Santa Sé; ele sucede a Ettore Balestrero, nomeado núncio apostólico na Colômbia.
Nesta qualidade, desempenha um papel importante nas negociações com Israel, Palestina, China e Vietnã. No caso de Israel e da Palestina, sob o seu mandato, a Santa Sé reconhece oficialmente a Palestina como um Estado e espera o fim das tensões com Israel. O acordo preliminar com a China sobre a nomeação de bispos, após anos de negociações, é o resultado de um encontro em Pequim entre Monsenhor Camilleri e Wang Chao, vice-ministro das Relações Exteriores da China. No caso do Vietnã, Camilleri anuncia a futura abertura de uma nunciatura no país asiático.
Em 28 de fevereiro de 2019, interveio no debate sobre a imigração nas Nações Unidas.
Em 3 de setembro de 2019, o Papa Francisco o nomeou arcebispo titular de Skálholt e lhe deu o título de núncio apostólico. Ele recebeu sua consagração episcopal em 4 de outubro na Basílica de São Pedro pelo Papa Francisco, coadjuvado por Pietro Parolin, Cardeal Secretário de Estado e por Peter Turkson, prefeito do Dicastério para o Serviço do Desenvolvimento Humano Integral. Em 31 de outubro do mesmo ano, o Papa Francisco o nomeou núncio apostólico na Etiópia e Djibuti, Representante Especial junto à União Africana e delegado apostólico na Somália.
Em 20 de maio de 2024, foi transferido para a nunciatura apostólica de Cuba.